# Ontwikkeling van de schaats
De ontwikkeling van de schaats is een proces dat mogelijk al meer dan 5000 jaar duurt. Niemand kan precies vertellen wanneer men voor het eerst begon met schaatsen en wat de uiteindelijke aanleiding daarvan is geweest. Vanaf de middeleeuwen is er meer archeologisch materiaal bekend en eveneens afbeeldingen van schaatsen. Nog later in de zeventiende eeuw werd het schaatsen een populaire sport in de lage landen en werd de schaats doorontwikkeld en werd het schaatsen een populair volksvermaak. Vanaf de twintigste eeuw maakte de schaats een zeer snelle ontwikkeling door en werden onder invloed van de wedstrijdsport vele gespecialiseerde schaatstypen ontwikkeld.

## Eerste schaats

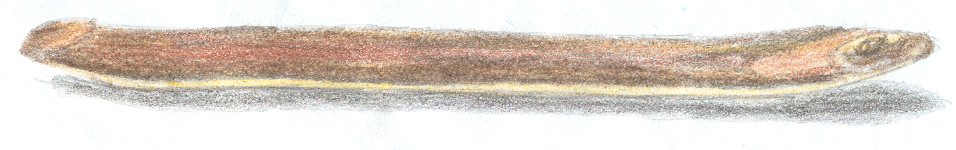
Een tekening van een glis

Uit vondsten blijkt dat de mens in de prehistorie al probeerde om ijsvlakten sneller over te steken. Hiervoor gebruikte men schaatsen gemaakt van dierlijke botten. Deze werden geslepen totdat het oppervlak glad genoeg was. Schaatsen was toen vooral een kwestie van glijden. De schaatsen worden daarom met een modern woord wel glissen genoemd. Ze waren voorzien van gaten en werden met pezen of palingvellen aan de voet bevestigd. Archeologen hebben op de bodem van een Zwitsers meer resten van dergelijke schaatsen gevonden die dateren uit ongeveer 3000 jaar v.Chr. Daarnaast zijn er 'botschaatsen' gevonden in onder meer Rusland, Scandinavië, Groot-Brittannië, Nederland, en Duitsland.

## Middeleeuwen

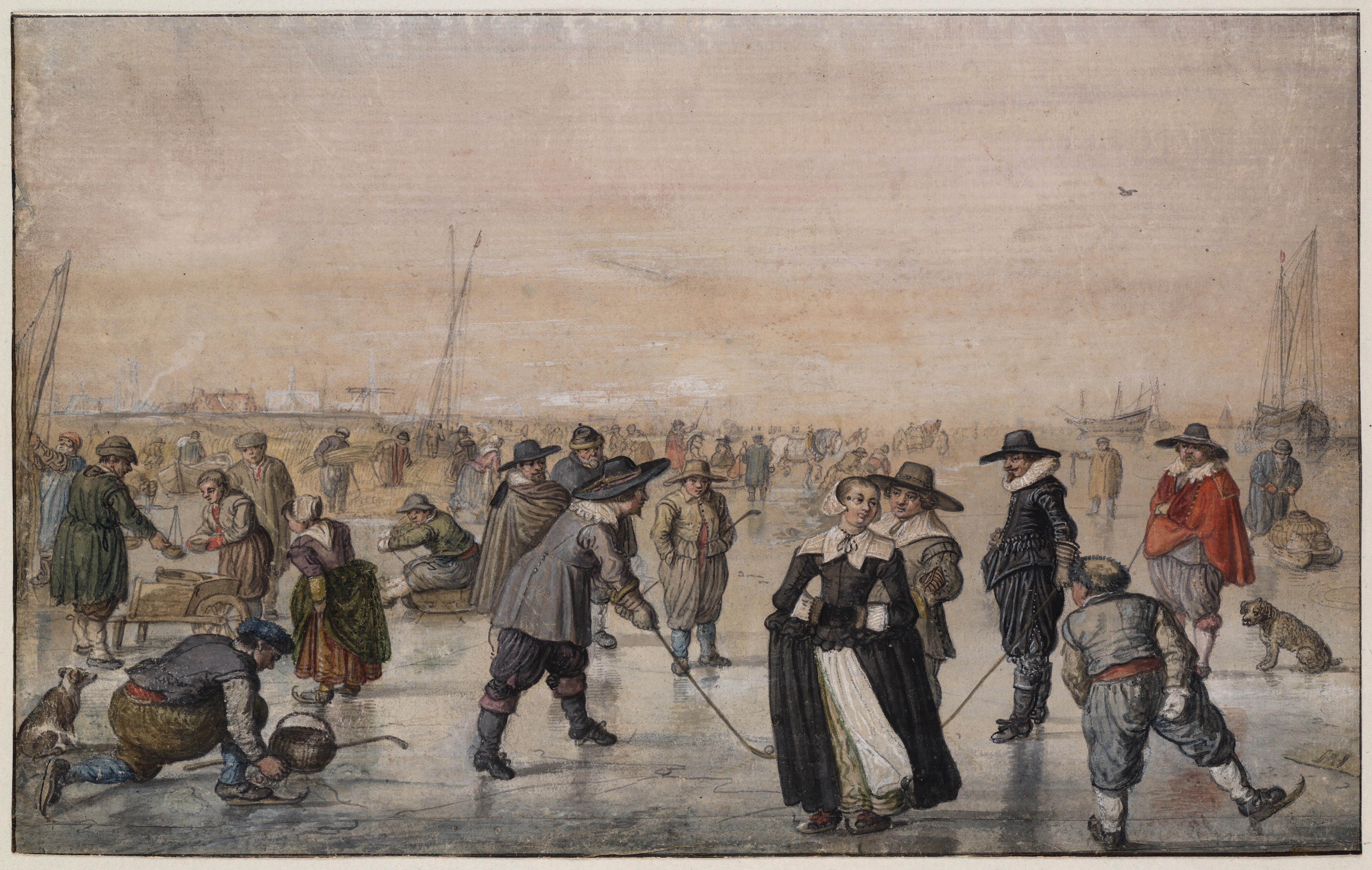
Hollands ijsvermaak door Hendrick Avercamp (1585-1634)

Voordat men in Nederland en België het woord schaats gebruikt werd het als voorwerp al eeuwen hier gebruikt. De bakermat van het schaatsen in de lage landen ligt in Holland en Vlaanderen. In deze contreien ontwikkelt de schaats zich van een eenvoudig bot tot een constructie met een ijzeren mes waarop men zich snel kan voortbewegen. De oudste vondsten van schaatsen dateren van rond 1225 uit Dordrecht en Amsterdam. Uit Vlaanderen zijn zelfs nog oudere afbeeldingen te vinden. In andere gedeelten van Nederland zoals Friesland blijft men nog eeuwen op botjes schaatsen. Over de naam die men destijds aan de schaats gaf is nog geen duidelijkheid. Mogelijk noemde men schaatsen "ijzers" of een variant daarop. In de Tweede Martijn van Jacob van Maerlant spreekt hij over een "iserne schoen", oftewel een ijzeren schoen. In dit gedicht zegt hij "Al draag ik ijzeren schoenen ik zou niet aan je kunnen ontkomen". Een duidelijke verwijzing naar het schaatsen, dat in de middeleeuwen de snelste manier van voortbewegen was.

## De ontwikkeling van de Friese doorloper

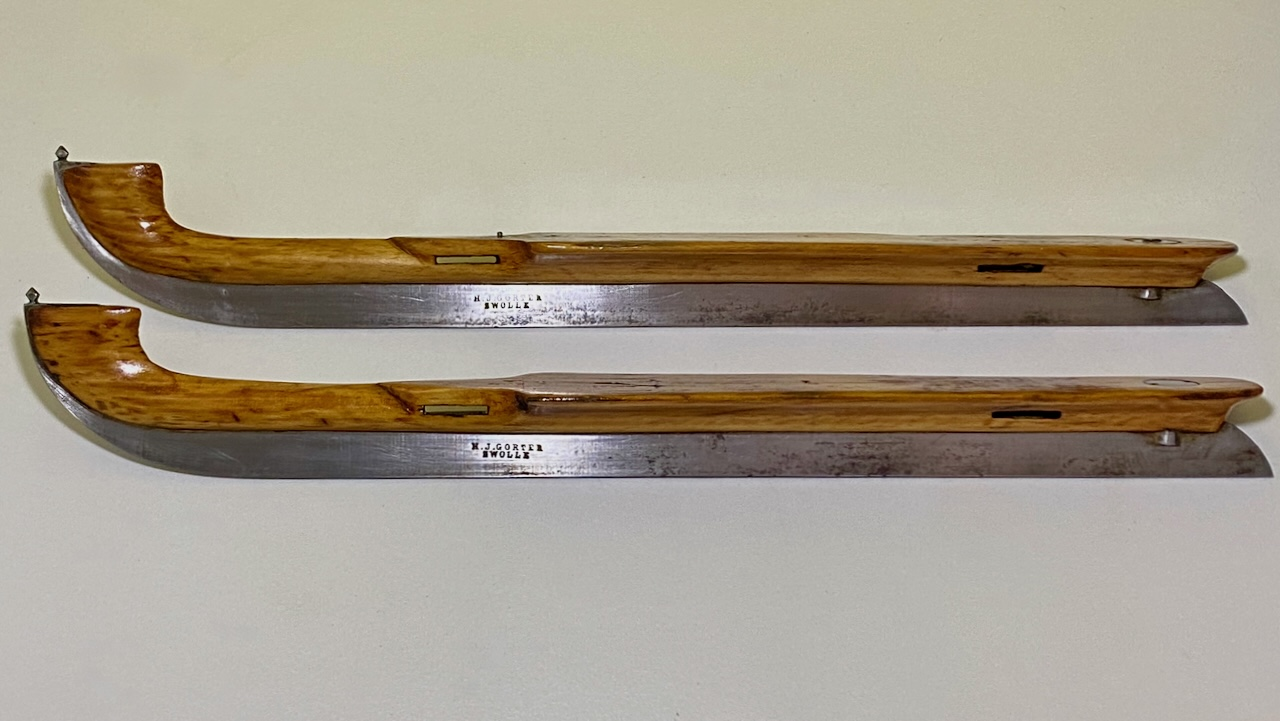
Friese Doorlopers van H.J. Gorter, Zwolle, ca. 1900.

Rond 1875 werd de Friese doorloper ontwikkeld vanuit de dan gangbare houten schaatsen. Deze houten schaatsen hadden een ijzer dat eindigde onder het midden van de hak. De Friese doorloper is een type houten schaats, met één ijzer dat doorloopt tot achter het houtje, die onder de schoen gebonden wordt. De schaats is al snel een groot succes doordat men vooral op de lange afstanden veel effectiever kan schaatsen.

### Carve schaats
Ergens in de jaren 80 van de negentiende eeuw werd de carve schaats gepatenteerd. Captain Dowler een lid van de London Skating Club bedacht een schaats waarvan de uiteinden dikker waren dan het middenstuk. Zijn idee was dat door deze aanpassing een groter gedeelte van de schaats contact zou hebben met het ijs waardoor het draagvlak groter zou worden en de wrijving kleiner. Kunstschaatsen op deze schaatsen was in ieder geval minder vermoeiend. De carve schaats werd echter geen groot succes. Eind twintigste eeuw werd deze schaats nogmaals "uitgevonden" en weer zonder succes.

## Hoge noren
Friese doorlopers bleven nog vele decennia het overheersende type schaatsen binnen de hardrijderssport. Echter, het schaatstype dat de Friese doorloper zou verdringen van de wedstrijdbanen, de hoge noor, was niet zo heel lang na de Friese doorloper ontwikkeld. Reeds in maart 1885 reden vele schaatsers op volledig ijzeren schaatsen. 
In 1895 opende schaatser Henri Gorter de Stoom Schaatsenfabriek Hercules in Zwolle, een van de eerste fabrieken in Nederland waar schaatsen (deels) machinaal vervaardigd werden. Aanvankelijk was het belangrijkste product de noorse schaats.
De reden dat dit type schaats een noor genoemd werd komt waarschijnlijk doordat men in Noorwegen ontdekte dat het mes het beste in een ronde buis gemonteerd kon worden voor optimale stabiliteit. Een principe dat vandaag de dag nog steeds geldt. De noren bestaan naast een (vaste) schoen uit een voetplaat, potten, teensteun, buis, felsrand en een schenkel. Toch duurde het nog tot de jaren vijftig voordat de noor het won van de friese doorloper. Een belangrijk keerpunt in die ontwikkeling vond plaats in 1954.
Op 10 februari 1954 vierde ijsvereniging Thialf in Heerenveen haar 75-jarig jubileum. Dit werd gevierd met een schaatswedstrijd. De Nederlander Gerard Maarse en de Noor Arne Johansson reden daarbij voor het eerst op stalen hoge Noren. Hun tegenstanders op de modernste Friese doorlopers konden het tweetal niet bijbenen. De invasie van stalen Noren was daarmee een feit. De houten doorlopers kregen een steeds ouderwetser imago en de verkopen kelderden dramatisch. De nekslag voor honderden Nederlandse schaatsenmakers.

## De ontwikkeling van de klapschaats

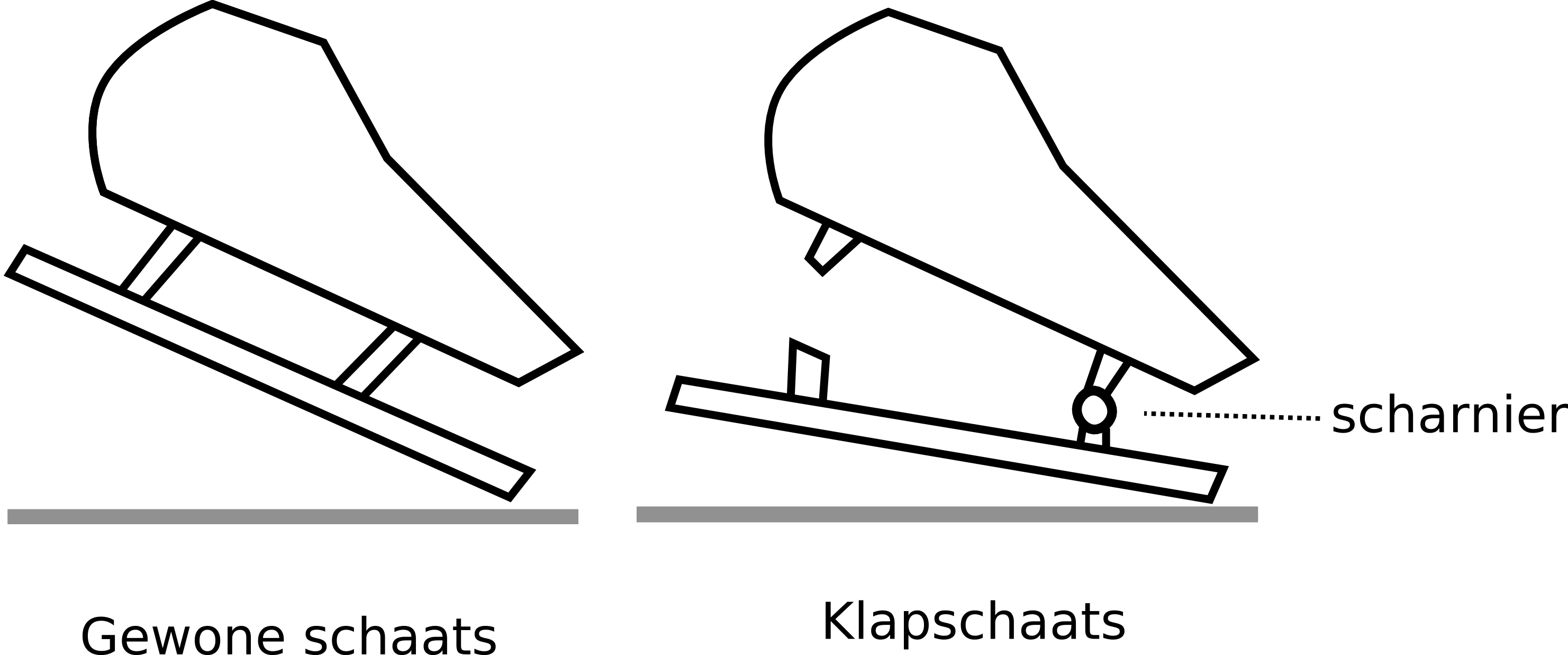
Schematische weergave van een klapschaats

De volgende grote stap voorwaarts was de ontwikkeling van de klapschaats. Bij dit type schaats klapt de achterkant van de schaats open en scharniert over de voorkant van de schaats. Op deze manier werd het mogelijk voor schaatsers om met hun ijzers langer contact met het ijs te houden. De klapschaats werd in 1980 uitgevonden door Gerrit Jan van Ingen Schenau, destijds verbonden aan de Faculteit voor Bewegingswetenschappen van de Vrije Universiteit van Amsterdam. Het originele idee van klapschaatsen is echter veel ouder, er zijn ontwerpen bekend van rond het jaar 1900 en er zijn toen zelfs patenten op aan gevraagd.
Het duurde echter nog 16 jaar na de vondst van Gerrit Jan van Ingen Schenau voor de schaats in de wedstrijdsport een succes werd. Vanaf 1996 waren het in eerste instantie de Nederlandse dames Carla Zijlstra en Tonny de Jong die succes hadden met dit type schaatsen. Hierna werd de klapschaats al snel door alle langebaan- en marathonrijders omarmd en de Elfstedentocht van 1997 is waarschijnlijk de laatste die op conventionele hoge noren is gewonnen.
Van de klapschaats zijn in de afgelopen twee decennia verschillende varianten ontworpen. Naast de conventionele klapschaats waar heden ten dage de meeste rijders op rijden, waren er de dubbele klapschaats en rotraxschaats die enig succes kenden. Tegenwoordig wordt er echter bijna geen gebruik meer gemaakt van deze varianten.

## Recente ontwikkelingen en afwijkende types
De afgelopen paar jaar zijn er enige nieuwe schaatstypen ontwikkeld die meer of minder succes hadden. Zo zijn daar de warmteschaats, de olieschaats, de 3D-schaats, de carve-schaats en de wisselschaats.

## Toekomstige ontwikkelingen

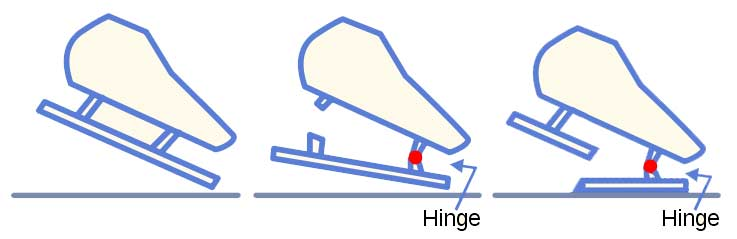
Vergelijking tussen de klassieke noor, de klapschaats en de duoschaats. Merk op dat het ijzer van de duoschaats uit twee delen bestaat

Jacques van der Miessen ontwikkelde de Duoschaats. Een schaatstype waarbij het mes tijdens het "klappen" in twee delen klapt. Het achterste gedeelte van de schaats zit vast aan de schoen, terwijl het voorste gedeelte openklapt. Het potentiële voordeel hiervan zou zijn dat de schaats stabieler zou zijn. Dit type schaats wordt momenteel door schaatsfabrikant Raps verder ontwikkeld en enkele marathonrijders testen de schaats tijdens wedstrijden.